# Höfen (Warthausen)
Höfen is een plaats in de Duitse gemeente Warthausen, deelstaat Baden-Württemberg, en telt 337 inwoners (1990). De voormalige gemeente Höfen omvatte ook de buurtschappen Barabein, Galmutshöfen, Herrlishöfen, Rißhöfen en Rappenhof.

## Geboren in Höfen
- Karl Arnold (1901-1958), minister-president van Noordrijn-Westfalen en voorzitter van de Bondsraad